# Angus Ogilvy
Angus James Bruce Ogilvy (Londra, 14 settembre 1928 – Kingston upon Thames, 26 dicembre 2004) è stato un nobile britannico, meglio conosciuto come il marito della principessa Alessandra di Kent, una cugina di primo grado della regina Elisabetta II.

## Biografia
Era il secondogenito di David Ogilvy, XII conte di Airlie, e di sua moglie, Lady Alexandra Coke, figlia di Thomas Coke, III conte di Leicester. Molti dei suoi parenti avevano stretti legami con la famiglia reale britannica. Sua nonna, Mabell Gore, era una cara amica e dama di compagnia della regina Mary. Suo padre era un gentiluomo di corte di re Giorgio V e Lord Chamberlain della regina Elisabetta (in seguito la regina madre). Era anche imparentato con Sir Winston Churchill perché questo era sposato con Clementine Hozier il cui nonno era David Ogilvy, X conte di Airlie (e quindi era prima cugina di suo padre).

## Carriera
Frequentò la Heatherdown School e poi Eton College. Tra il 1946 e il 1948 prestò servizio nelle Scots Guards. Nel 1947 frequentò il Trinity College, Oxford, laureandosi nel 1950 con una laurea in filosofia, politica, ed economia.
Dopo l'università, Ogilvy lavorò presso la Drayton company, poi lavorare con il magnate Tiny Rowland nella supervisione di Drayton, London e Rhodesia Mining e Land Company (Lonrho). Il Primo Ministro, Edward Heath, criticò la società e la descrisse nella Camera dei Comuni come "una faccia sgradevole e inaccettabile del capitalismo" in un caso giudiziario del 1973. La sua carriera si concluse nel 1976 dopo essere stato criticato dal Dipartimento del Commercio in relazione alle attività della società.

## Matrimonio
Sposò, il 24 aprile 1963 nell'Abbazia di Westminster, la principessa Alexandra di Kent, figlia di Giorgio, duca di Kent e di Marina di Grecia. Alla cerimonia hanno partecipato tutti i membri della famiglia reale ed è stato trasmesso in tutto il mondo in televisione, visto da circa 200 milioni di persone.
La regina aveva offerto a Ogilvy il titolo di conte in occasione del matrimonio, ma egli rifiutò. Egli rifiutò anche un appartamento in uno dei Palazzi Reali. Invece prese in affitto Thatched House Lodge a Richmond per lui e la moglie e dove la principessa vive ancora oggi. Tuttavia Alexandra mantenne un appartamento a St. James's Palace. Ebbero due figli:
- James Robert Bruce Ogilvy (29 febbraio 1964)[3], sposò Julia Rawlinson, ebbero due figli;
- Marina Victoria Alexandra Ogilvy (31 luglio 1966), sposò Paul Mowatt (divorziarono nel 1997), ebbero due figli.

Dopo che la sua carriera terminò disastrosamente, Ogilvy aiutò la moglie dei suoi doveri reali. A volte l'accompagnava nelle sue visite reali all'estero. Nel 1997 fu nominato Consigliere Privato.

## Morte
Ogilvy è stato presidente della Imperial Cancer Research Fund e presidente di Youth Club UK, la più grande organizzazione giovanile in Gran Bretagna. È stato anche membro della Royal Company of Archers, guardia del corpo del sovrano in Scozia, in cui suo padre ha servito come uno dei quattro luogotenenti.
Negli anni successivi iniziò a soffrire di un cancro alla gola e quindi era troppo malato per partecipare ai numerosi grandi eventi reali. La sua ultima apparizione pubblica con la moglie è stata nel 2003 quando ha accompagnato la principessa Alexandra in Thailandia per una visita ufficiale.
Ogilvy morì a Kingston upon Thames, Londra, il 26 dicembre 2004. Il suo funerale ha avuto luogo presso St. George's Chapel, al Castello di Windsor, il 5 gennaio 2005. Fu sepolto al Royal Burial Ground.

## Titoli

### Titoli e stili
- 14 settembre 1928-31 dicembre 1988: The Honourable Angus Ogilvy
- 31 dicembre 1988-31 dicembre 1996: The Honourable Sir Angus Ogilvy, KCVO
- 31 dicembre 1996-26 dicembre 2004: The Right Honourable Sir Angus Ogilvy, KCVO

## Antenati
|                                     |                                    |                                   | Genitori                          |  |  | Nonni |  |  | Bisnonni                        |  |  | Trisnonni                        |  |
|                                     |                                    |                                   |                                   |  |  |       |  |  | David Ogilvy, X conte di Airlie |  |  | David Ogilvy, IX conte di Airlie |  |
|                                     |                                    |                                   |                                   |  |  |       |  |  | David Ogilvy, X conte di Airlie |  |  | David Ogilvy, IX conte di Airlie |  |
|                                     |                                    | Clementina Drummond               |                                   |  |  |       |  |  | David Ogilvy, X conte di Airlie |  |  |                                  |  |
| David Ogilvy, XI conte di Airlie    |                                    |                                   |                                   |  |  |       |  |  | David Ogilvy, X conte di Airlie |  |  |                                  |  |
|                                     |                                    | Henrietta Blanche Stanley         | Edward Stanley, II barone Stanley |  |  |       |  |  |                                 |  |  |                                  |  |
|                                     |                                    | Henrietta Blanche Stanley         | Edward Stanley, II barone Stanley |  |  |       |  |  |                                 |  |  |                                  |  |
|                                     |                                    | Henrietta Blanche Stanley         | Henrietta Maria Dillon            |  |  |       |  |  |                                 |  |  |                                  |  |
| David Ogilvy, XII conte di Airlie   |                                    | Henrietta Blanche Stanley         |                                   |  |  |       |  |  |                                 |  |  |                                  |  |
|                                     |                                    | Arthur Gore, V conte di Arran     | Philip Gore, IV conte di Arran    |  |  |       |  |  |                                 |  |  |                                  |  |
|                                     |                                    | Arthur Gore, V conte di Arran     | Philip Gore, IV conte di Arran    |  |  |       |  |  |                                 |  |  |                                  |  |
|                                     |                                    | Arthur Gore, V conte di Arran     | Elizabeth Marianne Napier         |  |  |       |  |  |                                 |  |  |                                  |  |
| Mabell Gore                         |                                    | Arthur Gore, V conte di Arran     |                                   |  |  |       |  |  |                                 |  |  |                                  |  |
|                                     |                                    | Edith Jocelyn                     | Robert Jocelyn, visconte Jocelyn  |  |  |       |  |  |                                 |  |  |                                  |  |
|                                     |                                    | Edith Jocelyn                     | Robert Jocelyn, visconte Jocelyn  |  |  |       |  |  |                                 |  |  |                                  |  |
|                                     |                                    | Edith Jocelyn                     | Frances Cowper                    |  |  |       |  |  |                                 |  |  |                                  |  |
| Angus Ogilvy                        |                                    | Edith Jocelyn                     |                                   |  |  |       |  |  |                                 |  |  |                                  |  |
|                                     | Thomas Coke, II conte di Leicester | Thomas Coke, I conte di Leicester |                                   |  |  |       |  |  |                                 |  |  |                                  |  |
|                                     | Thomas Coke, II conte di Leicester | Thomas Coke, I conte di Leicester |                                   |  |  |       |  |  |                                 |  |  |                                  |  |
|                                     | Thomas Coke, II conte di Leicester | Lady Anne Amelia Keppel           |                                   |  |  |       |  |  |                                 |  |  |                                  |  |
| Thomas Coke, III conte di Leicester | Thomas Coke, II conte di Leicester |                                   |                                   |  |  |       |  |  |                                 |  |  |                                  |  |
|                                     |                                    | Juliana Whitbread                 | Samuel Whitbread                  |  |  |       |  |  |                                 |  |  |                                  |  |
|                                     |                                    | Juliana Whitbread                 | Samuel Whitbread                  |  |  |       |  |  |                                 |  |  |                                  |  |
|                                     |                                    | Juliana Whitbread                 | Julia Trevor                      |  |  |       |  |  |                                 |  |  |                                  |  |
| Lady Alexandra Coke                 |                                    | Juliana Whitbread                 |                                   |  |  |       |  |  |                                 |  |  |                                  |  |
|                                     |                                    | Luke White, II barone Annaly      | Henry White, I barone Annaly      |  |  |       |  |  |                                 |  |  |                                  |  |
|                                     |                                    | Luke White, II barone Annaly      | Henry White, I barone Annaly      |  |  |       |  |  |                                 |  |  |                                  |  |
|                                     |                                    | Luke White, II barone Annaly      | Ellen Dempster                    |  |  |       |  |  |                                 |  |  |                                  |  |
| Alice Emily White                   |                                    | Luke White, II barone Annaly      |                                   |  |  |       |  |  |                                 |  |  |                                  |  |
|                                     |                                    | Emily Stuart                      | James Stuart                      |  |  |       |  |  |                                 |  |  |                                  |  |
|                                     |                                    | Emily Stuart                      | James Stuart                      |  |  |       |  |  |                                 |  |  |                                  |  |
|                                     |                                    | Emily Stuart                      |                                   |  |  |       |  |  |                                 |  |  |                                  |  |
|                                     |                                    | Emily Stuart                      |                                   |  |  |       |  |  |                                 |  |  |                                  |  |